# Thể thao điện tử tại Đại hội Thể thao Đông Nam Á 2021 – Đột Kích
Nội dung Đột Kích tại Đại hội Thể thao Đông Nam Á 2021 diễn ra vào ngày 14 và 15 tháng 5 năm 2022 tại Trung tâm Hội nghị Quốc gia ở Hà Nội, Việt Nam. Có 23 vận động viên thuộc 4 quốc gia tham dự nội dung này dưới tư cách đồng đội.
Đây là lần đầu tiên Đột Kích xuất hiện với tư cách là một nội dung tranh huy chương trong một cuộc thi đa môn thể thao được Ủy ban Olympic Quốc tế chấp thuận.

## Vòng loại
Mỗi Ủy ban Olympic Quốc gia (NOC) có thể chọn tối đa 1 đội gồm 5 vận động viên chính thức cùng 2 vận động viên dự bị. Các vận động viên phải đủ 18 tuổi trở lên tính đến thời điểm bắt đầu thi đấu chính thức tại Đại hội Thể thao Đông Nam Á 2021, tức là vận động viên phải có ngày sinh trước ngày 12 tháng 5 năm 2004.
Danh sách vận động viên tham dự phải được gửi về trước 0 giờ ngày 13 tháng 3 năm 2022 (UTC+7).

## Thể thức thi đấu
Do chỉ có 4 quốc gia tham dự, nên các đội thi đấu theo thể thức nhánh thắng - nhánh thua loại trực tiếp. Tất cả các trận đấu bán kết đều được thi đấu theo thể thức đấu 3 thắng 2 (Bo3), cón trận tranh Huy chương Đồng và Vàng thi đấu theo thể thức đấu 5 thắng 3 (Bo5).

## Lịch thi đấu
Tất cả thời gian đều là UTC+7
Nội dung Đột Kích sẽ diễn ra trong 2 ngày.
| Ngày                               | Thời gian | Vòng                          |
| ---------------------------------- | --------- | ----------------------------- |
| Thứ bảy, ngày 21 tháng 5 năm 2022  | 10:00     | Bán kết                       |
| Chủ nhật, ngày 22 tháng 5 năm 2022 | 09:15     | Tranh huy chương Đồng và Vàng |

## Kết quả thi đấu
|  |                 |                 |                 |                 |                 |                 |                       |                       |                       |                       |                       |                       |                       |                       |    |    |           |           |   |   |   |   |   |   |  |  |                       |                       |                       |                       |                       |                       |                       |                       |
|  | Trận phân nhánh | Trận phân nhánh | Trận phân nhánh | Trận phân nhánh | Trận phân nhánh | Trận phân nhánh |                       |                       | Trận nhánh thắng      | Trận nhánh thắng      | Trận nhánh thắng      | Trận nhánh thắng      | Trận nhánh thắng      | Trận nhánh thắng      |    |    |           |           |   |   |   |   |   |   |  |  | Tranh Huy chương Vàng | Tranh Huy chương Vàng | Tranh Huy chương Vàng | Tranh Huy chương Vàng | Tranh Huy chương Vàng | Tranh Huy chương Vàng | Tranh Huy chương Vàng | Tranh Huy chương Vàng |
|  | Trận phân nhánh | Trận phân nhánh | Trận phân nhánh | Trận phân nhánh | Trận phân nhánh | Trận phân nhánh |                       |                       | Trận nhánh thắng      | Trận nhánh thắng      | Trận nhánh thắng      | Trận nhánh thắng      | Trận nhánh thắng      | Trận nhánh thắng      |    |    |           |           |   |   |   |   |   |   |  |  | Tranh Huy chương Vàng | Tranh Huy chương Vàng | Tranh Huy chương Vàng | Tranh Huy chương Vàng | Tranh Huy chương Vàng | Tranh Huy chương Vàng | Tranh Huy chương Vàng | Tranh Huy chương Vàng |
|  |                 |                 |                 |                 |                 |                 |                       |                       |                       |                       |                       |                       |                       |                       |    |    |           |           |   |   |   |   |   |   |  |  |                       |                       |                       |                       |                       |                       |                       |                       |
|  |                 |                 |                 |                 |                 |                 |                       |                       |                       |                       |                       |                       |                       |                       |    |    |           |           |   |   |   |   |   |   |  |  |                       |                       |                       |                       |                       |                       |                       |                       |
|  | Việt Nam        | Việt Nam        | 10              | 10              | -               | 2               |                       |                       |                       |                       |                       |                       |                       |                       |    |    |           |           |   |   |   |   |   |   |  |  |                       |                       |                       |                       |                       |                       |                       |                       |
|  | Việt Nam        | Việt Nam        | 10              | 10              | -               | 2               |                       |                       |                       |                       |                       |                       |                       |                       |    |    |           |           |   |   |   |   |   |   |  |  |                       |                       |                       |                       |                       |                       |                       |                       |
|  | Lào             | Lào             | 4               | 5               | -               | 0               |                       |                       |                       |                       |                       |                       |                       |                       |    |    |           |           |   |   |   |   |   |   |  |  |                       |                       |                       |                       |                       |                       |                       |                       |
|  | Lào             | Lào             | 4               | 5               | -               | 0               |                       |                       |                       |                       |                       |                       |                       |                       |    |    |           |           |   |   |   |   |   |   |  |  |                       |                       |                       |                       |                       |                       |                       |                       |
|  |                 |                 |                 |                 |                 |                 | Việt Nam              | Việt Nam              | 10                    | 10                    | -                     | 2                     |                       |                       |    |    |           |           |   |   |   |   |   |   |  |  |                       |                       |                       |                       |                       |                       |                       |                       |
|  |                 |                 |                 |                 |                 |                 | Việt Nam              | Việt Nam              | 10                    | 10                    | -                     | 2                     |                       |                       |    |    |           |           |   |   |   |   |   |   |  |  |                       |                       |                       |                       |                       |                       |                       |                       |
|  |                 |                 | Philippines     | Philippines     | 8               | 6               | -                     | 0                     |                       |                       |                       |                       |                       |                       |    |    |           |           |   |   |   |   |   |   |  |  |                       |                       |                       |                       |                       |                       |                       |                       |
|  |                 |                 |                 |                 |                 |                 | -                     | 0                     |                       |                       |                       |                       |                       |                       |    |    |           |           |   |   |   |   |   |   |  |  |                       |                       |                       |                       |                       |                       |                       |                       |
|  | Indonesia       | Indonesia       | 5               | 7               | -               | 0               |                       |                       |                       |                       |                       |                       |                       |                       |    |    |           |           |   |   |   |   |   |   |  |  |                       |                       |                       |                       |                       |                       |                       |                       |
|  | Indonesia       | Indonesia       | 5               | 7               | -               | 0               |                       |                       |                       |                       |                       |                       |                       |                       |    |    |           |           |   |   |   |   |   |   |  |  |                       |                       |                       |                       |                       |                       |                       |                       |
|  | Philippines     | Philippines     | 10              | 10              | -               | 2               |                       |                       | Việt Nam              | Việt Nam              | 10                    | 10                    | 10                    | -                     | -  | 3  |           |           |   |   |   |   |   |   |  |  |                       |                       |                       |                       |                       |                       |                       |                       |
|  | Philippines     | Philippines     | 10              | 10              | -               | 2               |                       |                       | Việt Nam              | Việt Nam              | 10                    | 10                    | 10                    | -                     | -  | 3  |           |           |   |   |   |   |   |   |  |  |                       |                       |                       |                       |                       |                       |                       |                       |
|  |                 |                 |                 |                 |                 |                 |                       |                       | Philippines           | Philippines           | 7                     | 5                     | 5                     | -                     | -  | 0  |           |           |   |   |   |   |   |   |  |  |                       |                       |                       |                       |                       |                       |                       |                       |
|  |                 |                 |                 |                 |                 |                 |                       |                       | Philippines           | Philippines           | 7                     | 5                     | 5                     | -                     | -  | 0  |           |           |   |   |   |   |   |   |  |  |                       |                       |                       |                       |                       |                       |                       |                       |
|  | Trận nhánh thua | Trận nhánh thua | Trận nhánh thua | Trận nhánh thua | Trận nhánh thua | Trận nhánh thua | Tranh Huy chương Đồng | Tranh Huy chương Đồng | Tranh Huy chương Đồng | Tranh Huy chương Đồng | Tranh Huy chương Đồng | Tranh Huy chương Đồng | Tranh Huy chương Đồng | Tranh Huy chương Đồng |    |    |           |           |   |   |   |   |   |   |  |  |                       |                       |                       |                       |                       |                       |                       |                       |
|  | Trận nhánh thua | Trận nhánh thua | Trận nhánh thua | Trận nhánh thua | Trận nhánh thua | Trận nhánh thua | Tranh Huy chương Đồng | Tranh Huy chương Đồng | Tranh Huy chương Đồng | Tranh Huy chương Đồng | Tranh Huy chương Đồng | Tranh Huy chương Đồng | Tranh Huy chương Đồng | Tranh Huy chương Đồng |    |    |           |           |   |   |   |   |   |   |  |  |                       |                       |                       |                       |                       |                       |                       |                       |
|  |                 |                 |                 |                 |                 |                 |                       |                       |                       |                       |                       |                       |                       |                       |    |    |           |           |   |   |   |   |   |   |  |  |                       |                       |                       |                       |                       |                       |                       |                       |
|  |                 |                 |                 |                 |                 |                 |                       |                       |                       |                       |                       |                       |                       |                       |    |    |           |           |   |   |   |   |   |   |  |  |                       |                       |                       |                       |                       |                       |                       |                       |
|  | Lào             | Lào             | 3               | 0               | -               | 0               |                       |                       |                       |                       |                       |                       | Philippines           | Philippines           | 10 | 10 | 10        | -         | - | 3 |   |   |   |   |  |  |                       |                       |                       |                       |                       |                       |                       |                       |
|  | Lào             | Lào             | 3               | 0               | -               | 0               |                       |                       |                       |                       |                       |                       | Philippines           | Philippines           | 10 | 10 | 10        | -         | - | 3 |   |   |   |   |  |  |                       |                       |                       |                       |                       |                       |                       |                       |
|  | Indonesia       | Indonesia       | 10              | 10              | -               | 2               |                       |                       |                       |                       |                       |                       |                       |                       |    |    | Indonesia | Indonesia | 2 | 0 | 6 | - | - | 0 |  |  |                       |                       |                       |                       |                       |                       |                       |                       |
|  | Indonesia       | Indonesia       | 10              | 10              | -               | 2               |                       |                       |                       |                       |                       |                       |                       |                       |    |    | Indonesia | Indonesia | 2 | 0 | 6 | - | - | 0 |  |  |                       |                       |                       |                       |                       |                       |                       |                       |